# Re Tut
Re Tut (King Tut) è un personaggio immaginario dell'Universo DC, creato appositamente per la serie televisiva Batman, in cui è interpretato da Victor Buono.

## Descrizione
Il professor William McElroy è un eminente egittologo dell'Università di Yale. Durante una rivolta studentesca viene colpito alla testa, e dopo una momentanea amnesia crede di essere la reincarnazione del faraone Tutankhamon.
Giunto a Gotham City, intende ricostruire l'Antico Egitto e rendere la città la sua capitale grazie all'aiuto del suo leggiadro messaggero Sbanabu, ma i suoi piani vengono più volte contrastati da Batman e Robin, i quali scoprono che ogni volta che viene colpito alla testa i suoi problemi di personalità si interrompono momentaneamente.

## Altri media

### Serie animate
Nel 2008 è apparso in un episodio della serie animata Batman: The Brave and the Bold, in cui è doppiato da John DiMaggio.

### Fumetti
Re Tut è apparso per la prima volta nei fumetti sulle pagine di Batman Confidential n. 26 dell'aprile 2009; in questa versione, il personaggio è l'alter ego dell'egittologo Victor Goodman che vuole uccidere tutta la gente benestante di Gotham City.

### Podcast
Re Tut fa la sua comparsa durante alcune puntate di  Batman-un'autopsia  come carcerato dentro l'Arkham Asylum.